# Bloodred
Bloodred (engl. für "Blutrot") ist eine deutsche Musikgruppe aus Oberstenfeld. Stilistische bewegt sie sich zwischen Death Metal, Melodic Death Metal und Black Metal. Seit 2020 steht Bloodred bei Massacre Records unter Vertrag.

## Geschichte
Bloodred wurde 2009 von Ron Merz gegründet. Nachdem er im lokalen Umkreis keine passenden Mitmusiker finden konnte, entschloss er sich, das Projekt zunächst alleine weiterzuführen. In den ersten Jahren konzentrierte er sich auf die Komposition eigener Songs.
Im Sommer 2013 nahm Ron Merz Kontakt zu Alexander Krull auf (Atrocity), um in dessen Mastersound Studio eine EP zu produzieren. Die Aufnahmen fanden Ende des Jahres statt, das Schlagzeug wurde von Joris Nijenhuis (ex-Atrocity, ex-Leaves Eyes) eingespielt. Die EP The Lost Ones mit zwei Songs wurde im Juni 2014 veröffentlicht.
In derselben Konstellation wurden nachfolgend zwei weitere Alben aufgenommen. Mit Nemesis erschien 2016 das erste volle Album, The Raven's Shadow wurde dann im Mai 2020, wie bis dahin alle Werke, erneut im Eigenverlag veröffentlicht.
Im Frühsommer 2020 wurde das Label Massacre Records auf Bloodred aufmerksam und nahm die Band unter Vertrag. In der Folge wurde "The Raven's Shadow" als CD-Digipak und digital, "The Lost Ones" und "Nemesis" nur auf digitalem Wege erneut über das Label veröffentlicht.
Am 22. April 2022 erschien das dritte Album Ad Astra und wurde sowohl als CD Digipak, limitierte Vinyl-Auflage als auch in digitalen Formaten von Massacre Records veröffentlicht und international vertrieben.

## Diskografie

### Alben
- Nemesis (2016, Eigenveröffentlichung)
- The Raven's Shadow (2020, Eigenveröffentlichung / 2020, Re-Release durch Massacre Records)
- Ad Astra (2022, Massacre Records)

### EP
- The Lost Ones (2014, Eigenveröffentlichung)